# Blood Will Tell
Blood Will Tell er en amerikansk stumfilm fra 1917 af Charles Miller.

## Medvirkende
- William Desmond som Samson Oakley III
- Enid Markey som Nora North
- David Hartford som Samson Oakley II
- Howard Hickman som James Black
- Margaret Thompson som Dixie Du Fresne